# Liolaemus schmidti
Espèce
Synonymes
- Ctenoblepharys schmidti Marx, 1960

Liolaemus schmidti est une espèce de sauriens de la famille des Liolaemidae.

## Répartition
Cette espèce se rencontre :
- au Chili ;
- en Bolivie.

## Étymologie
Cette espèce est nommée en l'honneur de Karl Patterson Schmidt.

## Publication originale
- Marx, 1960 : A new iguanid lizard of the genus Ctenoblepharis. Fieldiana Zoology, vol. 39, no 37, p. 407-409 (texte intégral).